# Philocaenus barbatus
Philocaenus barbatus är en stekelart som beskrevs av Grandi 1952. Philocaenus barbatus ingår i släktet Philocaenus och familjen fikonsteklar.
Artens utbredningsområde är Senegal. Inga underarter finns listade i Catalogue of Life.